# 矯龍丸
矯龍丸は開拓使付属船。
「矯龍丸」は、明治4年に開拓使次官黒田清隆がホーレス・ケプロンに建造を依頼した2隻の船の内の一隻（もう一隻は「玄武丸」）である。発注時の船名は「樺太丸」であった。2隻の建造はケプロンから依頼を受けたニューヨーク市教育長のベーカーによりニューヨーク、ブルックリンのペイロン社に発注され、明治5年に完成したが、代金支払いが遅れたため日本への回航も遅れた。「矯龍丸」が日本に着いたのは1873年6月と思われる。
『函館海運史』205ページによれは総トン数332トン、長さ120尺、幅24尺、100馬力、同247ページではトン数374.0、馬力100。『日本郵船船舶100年史』によれは木製スクリュー船で374GT、100/400HP、8ノット、垂線間長41・2m、幅6.89m、深さ5.07mである。船長127尺という数字もある。日本への回航後、大砲1門、予砲1門が備えられた。後、クルップ砲1門が追加されている。
1873年12月、「矯龍丸」の定繋港が夏季択捉、冬季品海（品川）と定められた。
1875年2月3日に「稲川丸」に代わって函館・青森間の航路に就航したが、3月29日に「矯龍丸」に代わって「稲川丸」が戻った。5月、「矯龍丸」は前年12月に単冠湾で難破した帆船「スノードロップ」の乗組員救助に派遣された。8月9日には軍艦「第一丁卯」が択捉島で座礁し、「矯龍丸」が派遣されて乗員を救助した。1876年1月、「玄武丸」が特命全権弁理大臣に任命された黒田を乗せて朝鮮へ向かい、「矯龍丸」は他4隻と共にそれに随伴した。
「矯龍丸」の船長は最初はアメリカ人エヴァーソンであったが、1875年にはドイツ人ブルーンに代わった。ブルーンは元は「玄武丸」の一等航海士であった人物である。1877年には蛯子末次郎が船長となった。
開拓使廃止後は北海道運輸所属となり、その後合併に伴い共同運輸、次いで日本郵船所属となる。1897年、函館の石垣隈太郎に売却。1912年12月14日、かもめ島灯台沖で座礁し、沈没した。